# Pyrofomes perlevis
Pyrofomes perlevis är en svampart som först beskrevs av Lloyd, och fick sitt nu gällande namn av Leif Ryvarden 1972. Pyrofomes perlevis ingår i släktet Pyrofomes och familjen Polyporaceae.   Inga underarter finns listade i Catalogue of Life.